# ۱۰ (میلادی)
۱۰ (میلادی) دهمین سال تقویم میلادی است.

## رویدادها
بر اساس مکان
امپراتوری روم
- تمایز قبایل محلی ژرمن‌ها ایرمینون‌ها.

- سناتوس مشاوره سیلانیانوم تصویب شد.[۱]

آسیای مرکزی
- سلسله یوثیدمیدها، یک سلسله یونانی در باختر، به پایان رسید[۲]

چین
- وانگ مانگ غاصب (که در دوره کوتاهی از فترت معروف به دودمان شین حکومت می‌کرد) خرید و استفاده خصوصی از کمان‌های پولادی را غیرقانونی اعلام کرد. با وجود این، لیو شیو، امپراتور بعدی گوانگ‌وو از سلسله هان، در زمستان ۲۲ میلادی برای کمک به شورش برادرش لیو یان (معروف به بوشنگ) و لی تانگ، کمان‌های پولادی می‌خرید.[۳]

بر اساس موضوع
هنر
- اووید تریستیا سوم ("غم‌ها") را که غم تبعید را توصیف می‌کند، کامل می‌کند.[۴]

## زادگان
- هرون اسکندرانی - مهندس یونانی
- پاپ لینوس، پاپ در کلیسای کاتولیک (متوفی ۷۶ میلادی)

- لیو پنزی، امپراتور دست نشانده چین (متوفی پس از ۲۷ پس از میلاد)[۵]

- لوسیوس ویپستانوس پوپلیکولا، کنسول روم (متوفی پس از 59 پس از میلاد)

- تیگلینوس، بخشدار پراتوری رومی (متوفی ۶۹ پس از میلاد)

## درگذشتگان
- دیدیموس کالسنتروس، دانشمند و دستور زبان یونانی (متولد 63 ق.م.)
- هیلل بزرگ، حکیم، دانشمند و رهبر یهودی بابلی (متولد حدود ۱۱۰ پیش از میلاد)[۶]